# 清风岭镇
清风岭镇，原为长在营子乡，是中华人民共和国辽宁省朝阳市朝阳县下辖的一个镇。

## 行政区划
清风岭镇下辖以下村级行政区划单位：
长在营子村、茂臻沟村、哈拉贵沟村、后西地村、南塔子村和老窝铺村。

## 历史
满洲国时期，因当地民众在王老凿（真名王文福）的率领下，不承认满洲国的统治，在清风岭据险与军警对抗14年，使该地成为唯一一块满洲国名义上占有但却从未统治过的地方，有“中国地”之称。